# コットンオン
コットンオン（英: Cotton On）は、衣料品等を販売するオーストラリアのチェーンストアである。オーストラリア、ニュージーランド、香港、マレーシア、シンガポール、アメリカ合衆国、アラブ首長国連邦、ドイツ、南アフリカ共和国、イギリスの各国に展開する。

## 歴史
設立は1991年、最初の店舗がオーストラリアのジーロングに開店した。2010年現在、世界7カ国に800を超える店舗を構え、約5,500人の従業員が働いている。
オーストラリア・オフィスのデザインチームが商品企画から使用決定までを司っており、製造はヨーロッパとアジアにある150の工場に外部委託されている。これら多くの工場は、全体で統合を目指すものではなく、労働力の水平分散を目的として運営されている。
1991年にナイジェル・オースティンによりオーストラリアのジーロングで設立された。当初は女性用の衣服のみを売る会社だった。その後、寝間着や運動着を取り使う「コットンオン・ボディ」、子供服を取り扱う「コットンオン・キッズ」、靴を取り扱う「ルビー・シューズ」、文具を取り扱う「タイポ」など、いくつものサブブランドを作りながら規模を拡大していった。2012年2月、コットンオンはメルボルンの中心業務地区にあるエリザベス・ストリートに第3の店舗を開店することを発表した。

## ブランド
コットンオンは、「コットンオン」の他に、「コットンオン・ボディ」（女性用のランジェリーや寝間着を扱う）、「コットンオン・キッズ」、「ルビー・シューズ」（靴、鞄、宝石、アクセサリーを扱う）、「タイポ」（ホームウェア、クラフト、文具を扱う）のブランドを展開している。

## 世界の店舗
2011年8月2日現在の店舗数は次の通り。
| アフリカ:         | アジア:                                                     | 中東:                   | ヨーロッパ:           | オセアニア:                                     | 南アメリカ: |
| - 南アフリカ* (2) | - 中国 (3) - マレーシア (75) - シンガポール (48) - 香港 (8) | - アラブ首長国連邦* (2) | - ドイツ (3)          | - オーストラリア (650) - ニュージーランド (225) |             |
| - 南アフリカ* (2) | - 中国 (3) - マレーシア (75) - シンガポール (48) - 香港 (8) | - アラブ首長国連邦* (2) | 北アメリカ:           | - オーストラリア (650) - ニュージーランド (225) |             |
| - 南アフリカ* (2) | - 中国 (3) - マレーシア (75) - シンガポール (48) - 香港 (8) | - アラブ首長国連邦* (2) | - アメリカ合衆国 (90) | - オーストラリア (650) - ニュージーランド (225) |             |